# Lista de prefeitos de Santa Luzia (Paraíba)
Esta é a lista de prefeitos e vice-prefeitos do município de Santa Luzia, estado brasileiro da Paraíba.
O cargo de prefeito no Brasil, foi criado em 11 de abril de 1835, pela assembleia provincial paulista, em reação aos amplos poderes conferidos pelo Código de Processo Criminal de 1832 às câmaras municipais. Seguiram o exemplo paulista seis províncias do nordeste brasileiro (Alagoas, Ceará, Maranhão, Paraíba, Pernambuco e Sergipe).
Sob a vigente ordem constitucional, essa designação é dada ao funcionário público do Poder Executivo municipal, que exerce seu cargo em função de uma legislatura (mandato), sendo para tanto eleito a cada quatro anos, podendo ser reeleito por mais 4 anos (segundo mandato).
Funções
O poder executivo municipal chefia a administração e comanda os serviços públicos, tendo como comandante o prefeito.
A partir da constituição brasileira de 1934, o cargo de prefeito passou a ser o único, em todo o Brasil, ao qual estão atribuídas as funções de chefe do poder executivo do governo local, em simetria aos chefes dos executivos da União e do estado, portanto, em forma monocrática. Este texto quer dizer que deverá haver harmonia e integração de ação entre as esferas envolvidas sem a intervenção de uma na outra, exceto nos casos previstos na Constituição Federal.
Eleições
O prefeito é eleito por sufrágio universal, secreto, direto, em pleito simultâneo em todo o País, realizado a cada quatro anos, no primeiro domingo de outubro.
E trinta dias após tem lugar o segundo turno, se o eleito em primeiro lugar não atingir 50% dos votos válidos mais um voto, no caso de municípios com mais de duzentos mil eleitores.
Conforme a legislação eleitoral atual no Brasil para tornar-se elegível, exige-se uma série de requisitos;
- Possuir nacionalidade brasileira ou portuguesa (neste caso, o cidadão português deve se encontrar amparado pelo Estatuto de Igualdade entre Portugueses e Brasileiros),
- Título de eleitor em dia e estar em gozo pleno do exercício dos direitos políticos,
- Domicilio eleitoral na circunscrição na qual o candidato se apresenta,
- Filiação partidária,
- Ser alfabetizado (tópico invalidado pela atual constituição brasileira de 1988),
- Desincompatibilização de cargo público — Se ocupa um cargo público deve sair seis meses antes das eleições e voltar caso possa só após seis meses ao pleito eleitoral,
- Renúncia de outro mandado até seis meses antes do pleito e não ser parente afim ou consangüíneo, até segundo grau, ou cônjuge de titular de cargo eletivo; pode, entretanto, ser candidato à reeleição (artigo 14 da Constituição),
- Ter idade mínima de 21 anos.

| N° | Prefeito                       | Imagem        | Partido | Vice-Prefeito                                                               | Início do mandato       | Fim do mandato          | Ano Nomeação/ Eleição                                                       |
| -- | ------------------------------ | ------------- | ------- | --------------------------------------------------------------------------- | ----------------------- | ----------------------- | --------------------------------------------------------------------------- |
| 1  | Manoel de Morais Rocha         |               | PRF     |                                                                             | 24 de novembro de 1871  | 31 de dezembro de 1896  | Intendente nomeado pelo Governador da Paraíba                               |
| 2  | Aristides de Araújo Guerra     |               | PRF     |                                                                             | 1° de janeiro de 1897   | 31 de dezembro de 1903  | Intendente nomeado pelo Governador da Paraíba                               |
| 3  | Aristides de Araújo Guerra     |               | PRC     |                                                                             | 1° de janeiro de 1904   | 31 de dezembro de 1913  | Intendente eleito em sufrágio universal                                     |
| 4  | Francisco Antônio da Nóbrega   |               | PAN     |                                                                             | 1° de janeiro de 1914   | 28 de setembro de 1918  | Intendente eleito em sufrágio universal                                     |
| 5  | Joaquim Estanislau de Medeiros |               | PAN     |                                                                             | 28 de setembro de 1918  | 28 de setembro de 1922  | Intendente eleito em sufrágio universal                                     |
| 6  | João Maurício de Medeiros      |               | PAN     |                                                                             | 28 de setembro de 1922  | 9 de maio de 1924       | Intendente eleito em sufrágio universal                                     |
| 7  | Raimundo Acioly                |               | PAN     |                                                                             | 9 de maio de 1924       | 20 de novembro de 1925  | Intendente nomeado pelo Governador da Paraíba                               |
| 8  | Silvino Cabral da Nóbrega      |               | PAN     |                                                                             | 20 de novembro de 1925  | 28 de setembro de 1926  | Intendente nomeado pelo Governador da Paraíba                               |
| 9  | Augusto da Silveira Paula      |               | PRD     |                                                                             | 28 de setembro de 1926  | 29 de setembro de 1935  | Intendente nomeado pelo Governador da Paraíba                               |
| 10 | José Joviano de Medeiros       | Zezé Medeiros | PRD     |                                                                             | 30 de setembro de 1935  | 31 de dezembro de 1936  | Prefeito nomeado pelo Governador da Paraíba                                 |
| 11 | Alcindo de Medeiros Leite      |               | PRD     |                                                                             | 1° de janeiro de 1937   | 16 de novembro de 1937  | Prefeito nomeado pelo Governador da Paraíba                                 |
| 12 | Clodomiro Costa                |               | PRD     |                                                                             | 16 de novembro de 1937  | 20 de dezembro de 1937  | Prefeito nomeado pelo Governador da Paraíba                                 |
| 13 | Ercílio Rodrigues              |               | PDC     |                                                                             | 21 de dezembro de 1937  | 15 de maio de 1938      | Prefeito nomeado pelo Governador da Paraíba                                 |
| 14 | Luis Ramalho                   |               | PDC     |                                                                             | 16 de maio de 1938      | 2 de fevereiro de 1940  | Prefeito nomeado pelo Governador da Paraíba                                 |
| 15 | Rodopiano da Nóbrega           |               | PDC     |                                                                             | 3 de fevereiro de 1940  | 5 de janeiro de 1946    | Prefeito nomeado pelo Governador da Paraíba                                 |
| 16 | Inácio Bento de Morais         |               | UDN     |                                                                             | 6 de janeiro de 1946    | 18 de fevereiro de 1947 | Prefeito nomeado pelo Governador da Paraíba                                 |
| 17 | José Paulo Neto                |               | PRT     |                                                                             | 19 de fevereiro de 1947 | 30 de junho de 1947     | Prefeito nomeado pelo Governador da Paraíba                                 |
| 18 | Euclides Nóbrega               |               | PP      |                                                                             | 1° de junho de 1947     | 2 de junho de 1947      | Prefeito nomeado pelo Governador da Paraíba                                 |
| 19 | José Jaci de Medeiros          |               | PP      |                                                                             | 3 de junho de 1947      | 13 de setembro de 1947  | Prefeito nomeado pelo Governador da Paraíba                                 |
| 20 | Diógenes Araújo                |               | PRT     |                                                                             | 14 de setembro de 1947  | 31 de dezembro de 1947  | Prefeito nomeado pelo Governador da Paraíba                                 |
| 21 | Jovino Machado da Nóbrega      |               | UDN     | Aristarco da Silva Machado                                                  | 1° de janeiro de 1948   | 30 de janeiro de 1951   | Prefeito eleito em sufrágio universal realizado em 1947                     |
| 22 | Manuel Érico de Medeiros       |               | PL-PSD  | Euclides Ribeiro                                                            | 31 de janeiro de 1951   | 30 de janeiro de 1956   | Prefeito eleito em sufrágio universal realizado em 1951                     |
| 23 | Euclides Ribeiro               |               | PSD     | João Joviano de Medeiros                                                    | 31 de janeiro de 1956   | 30 de novembro de 1959  | Prefeito eleito em sufrágio universal realizado em 1955                     |
| 24 | João Joviano de Medeiros       |               | PSD     | Vice-prefeito, assumiu após o afastamento do prefeito.                      | 30 de novembro de 1959  | 5 de fevereiro de 1960  | Vice-prefeito, assumiu após o afastamento do prefeito.                      |
| 25 | Mario Primo de Araújo          |               | PSD     | Presidente da Câmara, assumiu após a renúncia do vice- prefeito.            | 6 de fevereiro de 1960  | 30 de janeiro de 1961   | Presidente da Câmara, assumiu após a renúncia do vice-prefeito.             |
| 26 | Inácio Bento de Morais         |               | UDN     | Kival de Araújo Gorgônio                                                    | 31 de janeiro de 1961   | 30 de janeiro de 1966   | Prefeito eleito em sufrágio universal realizado em 1959                     |
| 27 | José Ney Cavalcanti de Araújo  |               | PSD     | Francisco Ricarte Dantas                                                    | 31 de janeiro de 1966   | 30 de janeiro de 1970   | Prefeito eleito em sufrágio universal realizado em 1963                     |
| 28 | Arlindo Bento de Morais        |               | ARENA   | Euclides Ribeiro                                                            | 31 de janeiro de 1970   | 30 de janeiro de 1973   | Prefeito eleito em sufrágio universal realizado em 1968                     |
| 29 | Euclides Ribeiro               |               | ARENA   | Milton Cirilo da Silva                                                      | 31 de janeiro de 1973   | 31 de janeiro de 1977   | Prefeito eleito em sufrágio universal realizado em 1972                     |
| 30 | Antônio Ivo de Medeiros        |               | MDB     | Francisco Ricarte Dantas                                                    | 1° de fevereiro de 1977 | 31 de janeiro de 1979   | Prefeito eleito em sufrágio universal realizado em 1976                     |
| 31 | Ernani da Veiga Pessoa         |               | ARENA   | Jose Ademir Pereira De Morais                                               | 1° de fevereiro de 1979 | 31 de janeiro de 1983   | Prefeito eleito em sufrágio universal realizado em 1979                     |
| 32 | Jose Ademir Pereira De Morais  |               | PDS1    | José Jaime dos Santos                                                       | 1° de fevereiro de 1983 | 31 de dezembro de 1988  | Prefeito eleito em sufrágio universal realizado em 1982                     |
| 33 | Antônio Bento de Morais        |               | PFL     | Francisco de Assis da Nobrega                                               | 1° de janeiro de 1989   | 31 de dezembro de 1992  | Prefeito eleito em sufrágio universal realizado em 1988                     |
| 34 | Airton Pereira de Morais       |               | PDT     | Leonídio de Lima Gomes                                                      | 1° de janeiro de 1993   | 31 de dezembro de 1996  | Prefeito eleito em sufrágio universal realizado em 1992                     |
| 35 | Umberto Marinho de Lima        |               | PFL     | Roberval Eliseu da Nobrega                                                  | 1° de janeiro de 1997   | 31 de dezembro de 2000  | Prefeito eleito em sufrágio universal realizado em 1996                     |
| 36 | Airton Pereira de Morais       |               | PFL     | Antônio da Nóbrega Cesarino                                                 | 1° de janeiro de 2001   | 26 de maio de 2002      | Prefeito eleito em sufrágio universal realizado em 2000                     |
| 37 | Maria Creuza de Lima           |               | PFL     | Presidente da Câmara, assumiu após o vice-prefeito não poder ser empossado. | 26 de maio de 2002      | 31 de dezembro de 2002  | Presidente da Câmara, assumiu após o vice-prefeito não poder ser empossado. |
| 38 | Jose Ademir Pereira De Morais  |               | PFL     | Francisco Seraphico Ferraz da Nobrega                                       | 1° de janeiro de 2003   | 31 de dezembro de 2004  | Prefeito eleito em sufrágio suplementar realizado em 2002                   |
| 39 | Antônio Ivo de Medeiros        |               | PTB     | Rodrigo Morais Matos                                                        | 1° de janeiro de 2005   | 16 de dezembro de 2008  | Prefeito eleito em sufrágio universal realizado em 2004                     |
| 40 | Rodrigo Morais Matos           |               | DEM     | Vice-prefeito, assumiu após a morte do prefeito.                            | 17 de dezembro de 2008  | 31 de dezembro de 2008  | Vice-prefeito, assumiu após a morte do prefeito.                            |
| 41 | Jose Ademir Pereira De Morais  |               | DEM     | José Alexandre de Araújo                                                    | 1° de janeiro de 2009   | 31 de dezembro de 2012  | Prefeito eleito em sufrágio universal realizado em 2008                     |
| 42 | Jose Ademir Pereira De Morais  |               | DEM     | José Alexandre de Araújo                                                    | 1° de janeiro de 2013   | 31 de dezembro de 2016  | Prefeito reeleito em sufrágio universal realizado em 2012                   |
| 43 | José Alexandre de Araújo       |               | MDB     | Francisco Seraphico Ferraz da Nobrega                                       | 1° de janeiro de 2017   | 31 de dezembro de 2020  | Prefeito eleito em sufrágio universal realizado em 2016                     |
| 44 | José Alexandre de Araújo       |               | MDB     | Francisco Seraphico Ferraz da Nobrega                                       | 1° de janeiro de 2021   | 31 de dezembro de 2024  | Prefeito reeleito em sufrágio universal realizado em 2020                   |
| 45 | Henry Maldiney de Lira Nóbrega |               | REP     | Flavio Róbson de Morais Marinho                                             | 1° de janeiro de 2025   | Atual                   | Prefeito eleito em sufrágio universal realizado em 2024                     |